# Concerto para piano n.º 5 (Beethoven)
O Concerto para piano n.º 5 em Mi bemol maior, Op. 73 de Ludwig van Beethoven, popularmente conhecido como Concerto do Imperador, foi o ultimo concerto para piano de Beethoven. Foi escrito entre 1809 e 1811 em Viena, e foi dedicado ao Arquiduque Rudolf, patrono de Beethoven. A primeira apresentação aconteceu em novembro de 1811 em Leipzig tendo como solista Friendrich Schneider. O concerto tem duração de aproximadamente 40 minutos.

## Instrumentação
o concerto foi orquestrado para um piano solo, duas flautas, dois oboés, duas clarinetes em Si bemol, dois Fagotes, duas trompas, dois trompetes, tímpanos em mi bemol e si bemol, e cordas.

## Movimentos
O Concerto está estruturado em três movimentos, marcados como:
1. Allegro em Mi bemol maior
2. Adagio un poco mosso em Si maior
3. Rondó: Allegro ma non troppo em Mi bemol maior

Assim como outros concertos de Beethoven compostos nesse período, o primeiro movimento deste concerto é relativamente longo, com a duração de aproximadamente 20 minutos.